# Forti F1
 Forti Corse va ser un equip italià que va arribar a disputar curses a la Fórmula 1.
Va ser creat l'any 1978 per l'empresari Guido Forti i l'enginyer Paolo Guerci i al llarg de dues dècades van competir a les fórmules menors fins que van decidir passar a la categoria màxima, pas que van realitzar l'any 1995. A la temporada següent ja van abandonar definitivament la F1 pels greu problemes econòmics que afectaven l'equip.

## A la F1
Va debutar a la F1 a la temporada 1995 a la prova inicial, el GP de Brasil, disputant un total de vint-i-set curses en dues temporades consecutives (1995 - 1996), aconseguint una setena posició com millor classificació en una cursa i no assolint cap punt pel mundial de constructors.

## Resum
| Curses: | Monoplaces: | Victòries: | Podis: | Poles: | Punts: |
| ------- | ----------- | ---------- | ------ | ------ | ------ |
| 27      | 44 (54)     | 0          | 0      | 0      | 0      |